# Giải thưởng Thể thao Thế giới Laureus cho Vận động viên nữ của năm
Giải thưởng Thể thao Thế giới Laureus cho Vận động viên nữ của năm là một hạng mục của Giải thưởng Thể thao Thế giới Laureus, được trao cho các vận động viên nữ có nhiều thành tích xuất sắc trong năm.
Marion Jones là người đầu tiên nhận giải thưởng này (năm 2000), tuy nhiên sau đó cô đã bị tước giải thưởng vì hành vi sử dụng chất cấm. Tính đến năm 2021, Serena Williams là người nhiều lần đoạt giải nhất (4 lần).

## Danh sách những vận động viên được đề cử và nhận giải
| * | Chỉ vận động viên bị thu hồi giải thưởng hoặc đề cử |

| Năm  | Ảnh                   | Đoạt giải            | Quốc tịch | Môn thể thao       | Đề cử | Chú thích            |
| ---- | --------------------- | -------------------- | --------- | ------------------ | --- | -------------------- |
| 2000 | Marion Jones          | Marion Jones*        | USA       | Điền kinh          | Lindsay Davenport ( USA) – Quần vợt · Gabriela Szabo ( ROM) – Điền kinh | [ 4 ] [ 5 ]          |
| 2001 | Cathy Freeman         | Cathy Freeman        | AUS       | Điền kinh          | Inge de Bruijn ( NED) – Bơi lội · Marion Jones* ( USA) – Điền kinh · Karrie Webb ( AUS) – Golf · Venus Williams ( USA) – Quần vợt                                                                                     | [ 6 ] [ 7 ]          |
| 2002 | Jennifer Capriati     | Jennifer Capriati    | USA       | Quần vợt           | Inge de Bruijn ( NED) – Bơi lội · Stacy Dragila ( USA) – Điền kinh · Annika Sörenstam ( SWE) – Golf · Venus Williams ( USA) – Quần vợt                                                                                | [ 8 ] [ 9 ]          |
| 2003 | Serena Williams       | Serena Williams      | USA       | Quần vợt           | Marion Jones* ( USA) – Điền kinh · Janica Kostelić ( CRO) – Trượt tuyết đổ đèo · Paula Radcliffe ( GBR) – Điền kinh · Annika Sörenstam ( SWE) – Golf                                                                  | [ 10 ] [ 11 ]        |
| 2004 | Annika Sorenstam      | Annika Sörenstam     | SWE       | Golf               | Inge de Bruijn ( NED) – Bơi lội · Justine Henin-Hardenne ( BEL) – Quần vợt · Maria de Lurdes Mutola ( MOZ) – Điền kinh · Paula Radcliffe ( GBR) – Điền kinh · Serena Williams ( USA) – Quần vợt                       | [ 12 ] [ 13 ]        |
| 2005 | Kelly Holmes          | Kelly Holmes         | GBR       | Điền kinh          | Yelena Isinbayeva ( RUS) – Điền kinh · Carolina Klüft ( SWE) – Điền kinh · Maria Sharapova ( RUS) – Quần vợt · Annika Sörenstam ( SWE) – Golf · Leontien Zijlaard-Van Moorsel ( NED) – Đua xe đạp                     | [ 14 ] [ 15 ]        |
| 2006 |                       | Janica Kostelić      | CRO       | Trượt tuyết đổ đèo | Kim Clijsters ( BEL) – Quần vợt · Tirunesh Dibaba ( ETH) – Điền kinh · Yelena Isinbayeva ( RUS) – Điền kinh · Carolina Klüft ( SWE) – Điền kinh · Paula Radcliffe ( GBR) – Điền kinh · Annika Sörenstam ( SWE) – Golf | [ 16 ] [ 17 ]        |
| 2007 | Yelena Isinbayeva     | Yelena Isinbayeva    | RUS       | Điền kinh          | Justine Henin ( BEL) – Quần vợt · Carolina Klüft ( SWE) – Điền kinh · Laure Manaudou ( FRA) – Bơi lội · Amélie Mauresmo ( FRA) – Quần vợt · Maria Sharapova ( RUS) – Quần vợt                                         | [ 18 ] [ 19 ]        |
| 2008 | Justin Henin          | Justine Henin        | BEL       | Quần vợt           | Yelena Isinbayeva ( RUS) – Điền kinh · Carolina Klüft ( SWE) – Điền kinh · Libby Lenton ( AUS) – Bơi lội · Marta ( BRA) – Bóng đá · Lorena Ochoa ( MEX) – Golf                                                        | [ 20 ] [ 21 ]        |
| 2009 | Yelena Isinbayeva     | Yelena Isinbayeva    | RUS       | Điền kinh          | Tirunesh Dibaba ( ETH) – Điền kinh · Lorena Ochoa ( MEX) – Golf · Stephanie Rice ( AUS)– Bơi lội · Lindsey Vonn ( USA) – Trượt tuyết đổ đèo · Venus Williams ( USA) – Quần vợt                                        | [ 22 ] [ 23 ]        |
| 2010 | Serena Williams       | Serena Williams      | USA       | Quần vợt           | Shelly-Ann Fraser ( JAM) – Điền kinh · Federica Pellegrini ( ITA) – Bơi lội · Sanya Richards ( USA) – Điền kinh · Britta Steffen ( GER) – Bơi lội · Lindsey Vonn ( USA) – Trượt tuyết đổ đèo                          | [ 11 ] [ 24 ]        |
| 2011 | Lindsey Vonn          | Lindsey Vonn         | USA       | Trượt tuyết đổ đèo | Kim Clijsters ( BEL) – Quần vợt · Jessica Ennis ( GBR) – Điền kinh · Blanka Vlašić ( CRO) – Điền kinh · Serena Williams ( USA) – Quần vợt · Caroline Wozniacki ( DEN) – Quần vợt                                      | [ 25 ] [ 26 ]        |
| 2012 | Vivian Cheruiyot      | Vivian Cheruiyot     | KEN       | Điền kinh          | Carmelita Jeter ( USA) – Điền kinh · Maria Höfl-Riesch ( GER) – Trượt tuyết đổ đèo · Homare Sawa ( JPN) – Bóng đá · Petra Kvitová ( CZE) – Quần vợt · Yani Tseng ( TPE) – Golf                                        | [ 27 ] [ 28 ]        |
| 2013 | Jessica Ennis         | Jessica Ennis        | GBR       | Điền kinh          | Allyson Felix ( USA) – Điền kinh · Lindsey Vonn ( USA) – Trượt tuyết đổ đèo · Missy Franklin ( USA) – Bơi lội · Serena Williams ( USA) – Quần vợt · Shelly-Ann Fraser-Pryce ( JAM) – Điền kinh                        | [ 29 ] [ 30 ]        |
| 2014 | Missy Franklin        | Missy Franklin       | USA       | Bơi lội            | Serena Williams ( USA) – Quần vợt · Shelly-Ann Fraser-Pryce ( JAM) – Điền kinh · Yelena Isinbayeva ( RUS) – Điền kinh · Tina Maze ( SLO) – Trượt tuyết đổ đèo · Nadine Angerer ( GER) – Bóng đá                       | [ 31 ] [ 32 ]        |
| 2015 | Genzebe Dibaba        | Genzebe Dibaba       | ETH       | Điền kinh          | Valerie Adams ( NZL) – Điền kinh · Li Na ( CHN) – Quần vợt · Tina Maze ( SLO) – Trượt tuyết đổ đèo · Serena Williams ( USA) – Quần vợt · Marit Bjørgen ( NOR) – Trượt tuyết Bắc Âu                                    | [ 33 ] [ 34 ]        |
| 2016 | Serena Williams       | Serena Williams      | USA       | Quần vợt           | Genzebe Dibaba ( ETH) – Điền kinh · Anna Fenninger ( AUT) – Trượt tuyết đổ đèo · Shelly-Ann Fraser-Pryce ( JAM) – Điền kinh · Katie Ledecky ( USA) – Bơi lội · Carli Lloyd ( USA) – Bóng đá                           | [ 11 ] [ 35 ]        |
| 2017 | Simone Biles          | Simone Biles         | USA       | Thể dục dụng cụ    | Allyson Felix ( USA) – Điền kinh · Laura Kenny ( GBR) – Đua xe đạp · Angelique Kerber ( GER) – Quần vợt · Katie Ledecky ( USA) – Bơi lội · Elaine Thompson ( JAM) – Điền kinh                                         | [ 36 ] [ 37 ]        |
| 2018 | Serena Williams       | Serena Williams      | USA       | Quần vợt           | Allyson Felix ( USA) – Điền kinh · Katie Ledecky ( USA) – Bơi lội · Garbiñe Muguruza ( ESP) – Quần vợt · Caster Semenya ( RSA) – Điền kinh · Mikaela Shiffrin ( USA) – Trượt tuyết đổ đèo                             | [ 38 ] [ 39 ]        |
| 2019 | Simone Biles          | Simone Biles         | USA       | Thể dục dụng cụ    | Simona Halep ( ROU) – Quần vợt · Angelique Kerber ( GER) – Quần vợt · Ester Ledecká ( CZE) – Trượt ván trên tuyết · Daniela Ryf ( SUI) – Ba môn phối hợp · Mikaela Shiffrin ( USA) – Trượt tuyết                      | [ 40 ] [ 41 ] [ 42 ] |
| 2020 | Simone Biles          | Simone Biles         | USA       | Thể dục dụng cụ    | Allyson Felix ( USA) – Điền kinh · Megan Rapinoe ( USA) – Bóng đá · Mikaela Shiffrin ( USA) – Trượt tuyết đổ đèo · Naomi Osaka ( JPN) – Quần vợt · Shelly-Ann Fraser-Pryce ( JAM) – Điền kinh                         | [ 43 ] [ 44 ]        |
| 2021 | Naomi Osaka           | Naomi Osaka          | JPN       | Quần vợt           | Anna van der Breggen ( NED) – Đua xe đạp · Federica Brignone ( ITA) – Trượt tuyết đổ đèo · Brigid Kosgei ( KEN) – Điền kinh · Wendie Renard ( FRA) – Bóng đá · Breanna Stewart ( USA) – Bóng rổ                       | [ 3 ]                |
| 2022 | Elaine Thompson-Herah | ElaineThompson Herah | JAM       | Điền kinh          | Ashleigh Barty ( AUS) – Quần vợt · Allyson Felix ( USA) – Điền kinh · Katie Ledecky ( USA) – Bơi lội · Emma McKeon ( AUS) – Bơi lội · Alexia Putellas ( ESP) – Bóng đá ·                                              | [ 45 ]               |

## Thống kê
Tính đến thời điểm đề cử giải thưởng 2022
| * | Đã loại trừ các trường hợp bị thu hồi giải thưởng hay đề cử |

| Vận động viên           | Đoạt giải | Đề cử |
| ----------------------- | --------- | ----- |
| Serena Williams         | 4         | 5     |
| Simone Biles            | 3         | 0     |
| Yelena Isinbayeva       | 2         | 4     |
| Annika Sörenstam        | 1         | 4     |
| Lindsey Vonn            | 1         | 3     |
| Justine Henin           | 1         | 2     |
| Janica Kostelić         | 1         | 1     |
| Jessica Ennis           | 1         | 1     |
| Genzebe Dibaba          | 1         | 1     |
| Naomi Osaka             | 1         | 1     |
| Missy Franklin          | 1         | 1     |
| Cathy Freeman           | 1         | 0     |
| Jennifer Capriati       | 1         | 0     |
| Kelly Holmes            | 1         | 0     |
| Vivian Cheruiyot        | 1         | 0     |
| Shelly-Ann Fraser-Pryce | 0         | 5     |
| Allyson Felix           | 0         | 5     |
| Carolina Klüft          | 0         | 4     |
| Katie Ledecky           | 0         | 4     |
| Venus Williams          | 0         | 3     |
| Inge de Bruijn          | 0         | 3     |
| Paula Radcliffe         | 0         | 3     |
| Mikaela Shiffrin        | 0         | 3     |
| Maria Sharapova         | 0         | 2     |
| Kim Clijsters           | 0         | 2     |
| Tirunesh Dibaba         | 0         | 2     |
| Lorena Ochoa            | 0         | 2     |
| Tina Maze               | 0         | 2     |
| Angelique Kerber        | 0         | 2     |
| Elaine Thompson-Herah   | 0         | 2     |

| Quốc gia | Đoạt giải | Đề cử |
| -------- | --------- | ----- |
| USA      | 10*       | 32*   |
| RUS      | 2         | 6     |
| GBR      | 2         | 5     |
| SWE      | 1         | 8     |
| AUS      | 1         | 5     |
| BEL      | 1         | 4     |
| ETH      | 1         | 3     |
| CRO      | 1         | 2     |
| JPN      | 1         | 2     |
| KEN      | 1         | 1     |
| JAM      | 0         | 7     |
| GER      | 0         | 5     |
| NED      | 0         | 5     |
| CZE      | 0         | 2     |
| ESP      | 0         | 2     |
| ITA      | 0         | 2     |
| MEX      | 0         | 2     |
| ROU      | 0         | 2     |
| SLO      | 0         | 2     |
| AUT      | 0         | 1     |
| BRA      | 0         | 1     |
| CHN      | 0         | 1     |
| DEN      | 0         | 1     |
| FRA      | 0         | 1     |
| MOZ      | 0         | 1     |
| NZL      | 0         | 1     |
| RSA      | 0         | 1     |
| SUI      | 0         | 1     |
| TPE      | 0         | 1     |

| Môn thể thao         | Đoạt giải | Đề cử |
| -------------------- | --------- | ----- |
| Điền kinh            | 7*        | 36*   |
| Quần vợt             | 7         | 26    |
| Thể dục dụng cụ      | 3         | 0     |
| Trượt tuyết đổ đèo   | 2         | 12    |
| Bơi                  | 1         | 14    |
| Golf                 | 1         | 8     |
| Bóng đá              | 0         | 7     |
| Đua xe đạp           | 0         | 3     |
| Bóng rổ              | 0         | 1     |
| Trượt tuyết Bắc Âu   | 0         | 1     |
| Trượt ván trên tuyết | 0         | 1     |
| Ba môn phối hợp      | 0         | 1     |